# 红绿金吉丁
红绿金吉丁（学名：Chrysochroa vittata），吉丁虫科金吉丁亚科金吉丁属的一种，分布于东洋界。
本种2023年被收录入中国《有重要生态、科学、社会价值的陆生野生动物名录》。

## 形态特征
体长22～32毫米。通体呈金绿色带金属光泽；鞘翅具2条红色纵带和6条纵线纹。